# Экспедиция Торнтона

Фердинанд I послал экспедицию с целью создать тосканское поселение на территории современной Французской Гвианы

Экспедиция Торнтона — тосканская экспедиция 1608 года под командованием английского по происхождению капитана Роберта Торнтона, посланная Фердинандом I Тосканским для исследования северной Бразилии и реки Амазонки и подготовки к основанию поселения на северном побережье Южной Америки, которое должно было служить базой. экспортировать бразильскую древесину в Италию эпохи Возрождения. Территория, которую Торнтон считал возможным местом тосканской колонии, сейчас находится в современной Французской Гвиане, недалеко от Кайенны, которая, позднее, в 1630 году, колонизирована Францией. Экспедиция была единственной попыткой итальянского государства колонизировать Америку и состоялась по инициативе Роберта Дадли. 
В течение предыдущего столетия регион Амазонки ранее посещали многочисленные европейские исследователи и торговцы. Роберт Харкорт отплыл в Гвиану в 1608 году, основав английскую базу на реке Ояпок, которая просуществовала несколько лет. Уильям Дэвис, хирург экспедиции Торнтона, отметил, что они рассчитывали найти Амазонку, плывя на юг из Вест-Индии, пока «... вы не увидите, как море станет красноватым, вода станет свежей, по этим признакам вы можете смело идти своим путем [так в оригинале]»
Отправившись из Ливорно в сентябре 1608 года, Торнтон вернулся в тот же порт в конце июня 1609 года, как сообщается, завершив путешествие, не потеряв ни одного человека. Он привез с собой в Тоскану пять или шесть туземцев, большинство из которых, впоследствии, умерло от оспы. Только один прожил при дворе Медичи несколько лет и научился говорить по-тоскански. Туземцы часто говорили о богатстве и плодородии родной земли, рассказывая о стране, богатой серебром и золотом. Сам Торнтон подтвердил эти сообщения и заявил, что страна богата палисандровым деревом, диким сахарным тростником, белым перцем, бальзамом, хлопком и многими другими видами товаров, которые могут быть хорошими товарами для тосканцев.
Однако, вернувшись в Тоскану, Торнтон обнаружил, что Фердинанд I умер, а его преемник Козимо II не заинтересован в создании колонии. Летом 1609 года Торнтон был готов вернуться в район между реками Ориноко и Амазонка с итальянскими поселенцами из Ливорно и Лукки, но проект был отменен.

В первые годы XVII века Фердинандо I Тосканский оценивал возможность создания колонии в Бразилии […] Фердинандо подарил капитану Торнтону каравеллу и тартан [для экспедиции 1608 года] […] Торнтон плавал один год: он достиг Гайана и Бразилия, исследование рек Амазонки и Ориноко. […] В июле 1609 года он снова был в Ливорно, но в феврале того же года великий герцог умер, и во Флоренции никто [после него] еще не думал об основании заморской колонии.